# Eighteen Visions
Eighteen Visions (algumas vezes abreviada como 18V ou 18 Visions) é uma banda de metalcore de Orange County, Califórnia. Formada em outubro de 1995, foi uma das primeiras bandas de metalcore a acrescentar elementos melódicos e vozes limpas nos refrões.
Em 2007, enquanto ainda faziam shows na Austrália e publicavam diariamente boletins no MySpace clamando aos fãs que pedissem "Broken Hearted" no rádio, a cobertura da banda, as atualizações da imprensa e do blog começaram a diminuir consideravelmente, levando os fãs a acreditar que a banda tenha sido descartada pela Epic Records, embora nenhuma palavra oficial tenha sido divulgada. Isso também levou a rumores de dissolução, que logo foram confirmados. Em 9 de abril de 2007, o baixista Mick Morris confirmou o rompimento da banda no MySpace.

## Formação atual
- James Hart - Vocal (1995-2007, 2017-presente)
- Keith Barney - Guitarra solo, segunda voz (2000-2007, 2017-presente)
- Josh James - Guitarra base (2017-presente)
- Trevor Friedrich - Bateria (2004-2007, 2017-presente)

### Ex membros
- Dave Peters - Guitarra solo (1995-1997)
- Steve Parilla - Guitarra solo (1997)
- Jeff Boullt - Guitarra Base (1996-1997)
- Brandan Schieppati - Guitarra base (1997-2002)
- Billy Sisler - Baixo (1995-1996)
- Richie Taylor - Baixo (1996)
- Javier Van Huss - Baixo (1996-2001)
- Zachary Phelps - Baixo (1999)
- Jason Shrout - Bateria (2003-2004)
- Mick Morris - Baixo (2001-2007) †
- Kenneth William Floyd - Guitarra base, segunda voz (2004-2007); bateria (1995-2003)

## Álbuns
Álbuns de estúdio
- Yesterday Is Time Killed - 1999
- Until The Ink Runs Out - 2000
- Vanity - 2002
- Obsession -  2004
- Eighteen Visions  - 2006
- XVIII - 2017

EPs
- Lifeless - 1997
- No Time for Love - 1999